# Championnat du monde de bandy

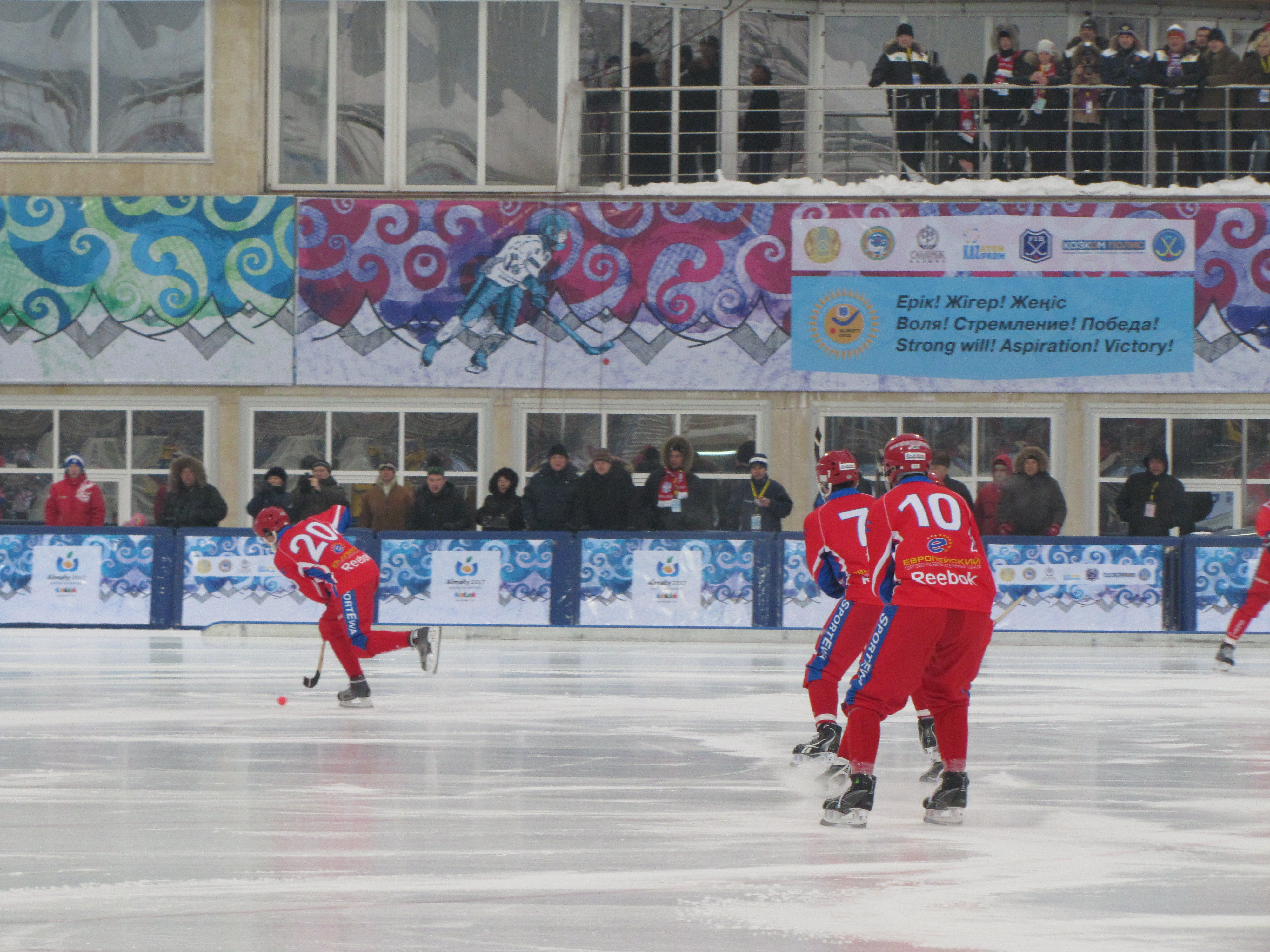
Russie 2012

Le Championnat du monde de bandy se dispute depuis 1957. La compétition organisée par la Fédération internationale de bandy se tient tous les ans depuis 2003. Il existe une version féminine depuis 2004.

## Palmarès
| Année | Or               | Argent           | Bronze           | Site               | Sources |
| ----- | ---------------- | ---------------- | ---------------- | ------------------ | ------- |
| 1957  | Union soviétique | Finlande         | Suède            | Finlande           |         |
| 1961  | Union soviétique | Suède            | Finlande         | Norvège            |         |
| 1963  | Union soviétique | Finlande         | Suède            | Suède              |         |
| 1965  | Union soviétique | Norvège          | Suède            | Union soviétique   |         |
| 1967  | Union soviétique | Finlande         | Suède            | Finlande           |         |
| 1969  | Union soviétique | Suède            | Finlande         | Suède              |         |
| 1971  | Union soviétique | Suède            | Finlande         | Suède              |         |
| 1973  | Union soviétique | Suède            | Finlande         | Union soviétique   |         |
| 1975  | Union soviétique | Suède            | Finlande         | Finlande           |         |
| 1977  | Union soviétique | Suède            | Finlande         | Norvège            |         |
| 1979  | Union soviétique | Suède            | Finlande         | Suède              |         |
| 1981  | Suède            | Union soviétique | Finlande         | Union soviétique   |         |
| 1983  | Suède            | Union soviétique | Finlande         | Finlande           |         |
| 1985  | Union soviétique | Suède            | Finlande         | Norvège            |         |
| 1987  | Suède            | Finlande         | Union soviétique | Suède              |         |
| 1989  | Union soviétique | Finlande         | Suède            | Union soviétique   |         |
| 1991  | Union soviétique | Suède            | Finlande         | Finlande           |         |
| 1993  | Suède            | Russie           | Norvège          | Norvège            |         |
| 1995  | Suède            | Russie           | Finlande         | États-Unis         |         |
| 1997  | Suède            | Russie           | Finlande         | Suède              |         |
| 1999  | Russie           | Finlande         | Suède            | Russie             |         |
| 2001  | Russie           | Suède            | Finlande         | Finlande           |         |
| 2003  | Suède            | Russie           | Kazakhstan       | Russie             |         |
| 2004  | Finlande         | Suède            | Russie           | Suède              |         |
| 2005  | Suède            | Russie           | Kazakhstan       | Russie             |         |
| 2006  | Russie           | Suède            | Finlande         | Suède              |         |
| 2007  | Russie           | Suède            | Finlande         | Russie             |         |
| 2008  | Russie           | Suède            | Finlande         | Russie             |         |
| 2009  | Suède            | Russie           | Finlande         | Suède              |         |
| 2010  | Suède            | Russie           | Finlande         | Moscou, Russie     |         |
| 2011  | Russie           | Finlande         | Suède            | Kazan, Russie      |         |
| 2012  | Suède            | Russie           | Kazakhstan       | Almaty, Kazakhstan |         |
| 2013  | Russie           | Suède            | Kazakhstan       | Vänersborg, Suède  |         |
| 2014  | Russie           | Suède            | Kazakhstan       | Irkoutsk, Russie   |         |
| 2015  | Russie           | Suède            | Kazakhstan       | Khabarovsk, Russie |         |
| 2016  | Russie           | Finlande         | Suède            | Oulianovsk, Russie |         |
| 2017  | Suède            | Russie           | Finlande         | Sandviken, Suède   |         |
| 2018  | Russie           | Suède            | Finlande         | Khabarovsk, Russie |         |
| 2019  | Russie           | Suède            | Finlande         | Vänersborg, Suède  | [ 1 ]   |
| 2020  | Annulé           | Annulé           | Annulé           | Irkoutsk, Russie   |         |
| 2022  | Annulé           | Annulé           | Annulé           | Syktyvkar, Russie  |         |
| 2023  | Suède            | Finlande         | Norvège          | Växjö, Suède       |         |